# Rock and Roll Heart
Rock and Roll Heart je sedmé sólové studiové album amerického rockového kytaristy a zpěváka Lou Reeda, vydané v roce 1976.

## Seznam skladeb
Všechny skladby napsal Lou Reed.
1. „I Believe In Love“ – 2:46
2. „Banging On My Drum“ – 2:11
3. „Follow the Leader“ – 2:13
4. „You Wear It So Well“ – 4:52
5. „Ladies Pay“ – 4:22
6. „Rock & Roll Heart“ – 3:05
7. „Chooser and the Chosen One“ – 2:47
8. „Senselessly Cruel“ – 2:08
9. „Claim to Fame“ – 2:51
10. „Vicious Circle“ – 2:53
11. „A Sheltered Life“ – 2:20
12. „Temporary Thing“ – 5:13

## Sestava
- Lou Reed – zpěv, kytara, piáno
- Marty Fogel – saxofon
- Mike Fonfara – piáno, varhany, syntezátor, clavinet
- Bruce Yaw – baskytara
- Michael Suchorsky – bicí
- Garland Jeffreys – doprovodný zpěv v „You Wear It So Well“